# Heinkel Lerche
O Heinkel Lerche foi um projecto da Heinkel para um avião VTOL de caça e ataque ao solo.
Esta aeronave descolaria e aterraria com a sua cauda, em vez de o fazer com um trem de aterragem convencional. Nestes dois estágios de voo a aeronave voaria verticalmente, porém durante a missão, poderia voar normalmente na horizontal. Seria equipado com canhões MK 108 de 30 mm.
Este design futurista foi desenvolvido no início de 1944 e concluído em Março de 1945. Embora os princípios aerodinâmicos estivessem bem discutidos, a capacidade tecnológica da época tornava a construção e testes práticos um problema quase impossível de resolver.